# Renaissance (Beyoncé)
Renaissance (alternativamente chiamato Act I: Renaissance) è il settimo album in studio della cantautrice statunitense Beyoncé, pubblicato il 29 luglio 2022 dalle etichette discografiche Parkwood Entertainment e Columbia Records.
Primo album in studio pubblicato in sei anni, dopo Lemonade (2016), Renaissance ha ricevuto ampi consensi da parte della critica musicale, la quale ne ha apprezzato sia le sonorità eclettiche e coese, l'arrangiamento fluido e omogeneo dei brani, l'atmosfera che mira all'edonismo, alla determinazione ed espressione della propria individualità, rendendo omaggio ai pionieri afroamericani e queer della disco music. L'album è stato inserito al 71º posto nell'aggiornamento del 2023 de I 500 migliori album secondo Rolling Stone.
Il progetto discografico ha ottenuto nove candidature alla 65ª edizione dei Grammy Awards, tra cui all'album dell'anno per Renaissance e alla canzone e registrazione dell'anno per il primo singolo estratto Break My Soul. Nel corso della premiazione ha vinto quattro premi, tra cui al miglior album dance/elettronico, miglior canzone dance per Break My Soul, alla miglior canzone R&B per il secondo singolo estratto Cuff It e alla miglior interpretazione R&B tradizionale con il brano Plastic Off the Sofa, divenendo l'artista deterrente il record dei Grammy Awards per il maggior numero di riconoscimenti ottenuti nella storia della premiazione. Renaissance è stato inoltre riconosciuto con un Soul Train Music Award, un BET Awards, un American Music Award, un NAACP Image Award e un Billboard Music Award.
Commercialmente, Renaissance ha esordito in prima posizione della classifica statunitense Billboard 200, divenendo il settimo album in studio consecutivo di Beyoncé a ottenere tale risultato. L'album ha raggiunto inoltre la prima posizione anche in Australia, Belgio, Canada, Danimarca, Francia, Irlanda, Paesi Bassi, Nuova Zelanda, Svezia e Regno Unito. Per promuovere il disco la cantante ha intrapreso il Renaissance World Tour, tournée mondiale con date svolte esclusivamente negli stadi europei e nordamericani, divenendo il settimo tour con il maggior incasso nella storia nonché il tour con il maggior incasso per un'artista donna. Dal tour è stato tratto il film documentario Renaissance: a film by Beyoncé, distribuito nelle sale cinematografiche nel dicembre 2023.

## Antefatti
Nell'agosto del 2021, Beyoncé, intervistata in un numero a lei dedicato per Harper's Bazaar, ha rivelato di essere al lavoro sul suo settimo album in studio da oltre un anno, affermando che «con tutto l'isolamento e l'ingiustizia dell'ultimo anno, penso che siamo tutti pronti a fuggire, viaggiare, amare e ridere di nuovo. Sento che sta emergendo un rinascimento, e voglio essere parte di questa fuga in ogni modo possibile».
Il 7 giugno 2022 l'artista ha rimosso la foto del suo profilo da tutte le sue piattaforme di social media, facendo intuire l'inizio di una nuova era discografica. Quattro giorni dopo, sulla homepage del sito ufficiale della cantante è apparso il testo «What is a B7? (cos'è un B7?)», confermando poi la pubblicazione del settimo album in studio il giorno successivo.
Sebbene Beyoncé abbia pubblicato altri progetti, tra cui l'acclamato album dal vivo Homecoming: The Live Album e i progetti collegati al live action de Il re leone (2019) The Lion King: The Gift e il relativo film Black Is King, Renaissance è il primo album in studio della cantante da Lemonade, pubblicato sei anni prima nel 2016.

## Descrizione
L'album, pubblicato il 29 luglio 2022, è stato anticipato da un messaggio della cantante che ne descrive il contenuto e ringraziando i figli, Rumi, Sir e Blue Ivy, il marito Jay-Z, il padre Mathew e la madre Tina Knowles-Lavson, e il cugino John Edward Rittenhouse Jr., citato dalla cantante come "Uncle Johnny", che ha lottato per il riconoscimento della propria omosessualità:
(Beyoncé)
L'album si compone di sedici tracce e vede la collaborazione di numerosi produttori e autori, tra cui The-Dream, BloodPop, Ryan Tedder, Raphael Saadiq, Mike Dean, Labrinth, Tems, Drake, Pharrell Williams, Skrillex e il marito Jay-Z. Kyle Denisì di Billboard, analizzando i singoli brani, afferma che «Renaissance fluisce senza soluzione di continuità nella successiva, mentre Beyoncé rivendica la sua gioia attraverso un'impressionante combinazione di gospel, bounce music, house, afrobeat, funk e molto altro ancora». Scrivendo per il Rolling Stone, Tomás Mier afferma inoltre che le tracce si rifanno al mondo R&B/Hip hop e alla musica dance, sottolienando che Beyoncé «rende anche omaggio ai pionieri del settore, con l'iconoclasta Grace Jones che fa una rara apparizione in Move e il classico di Donna Summer I Feel Love campionato in Summer Renaissance».

## Promozione

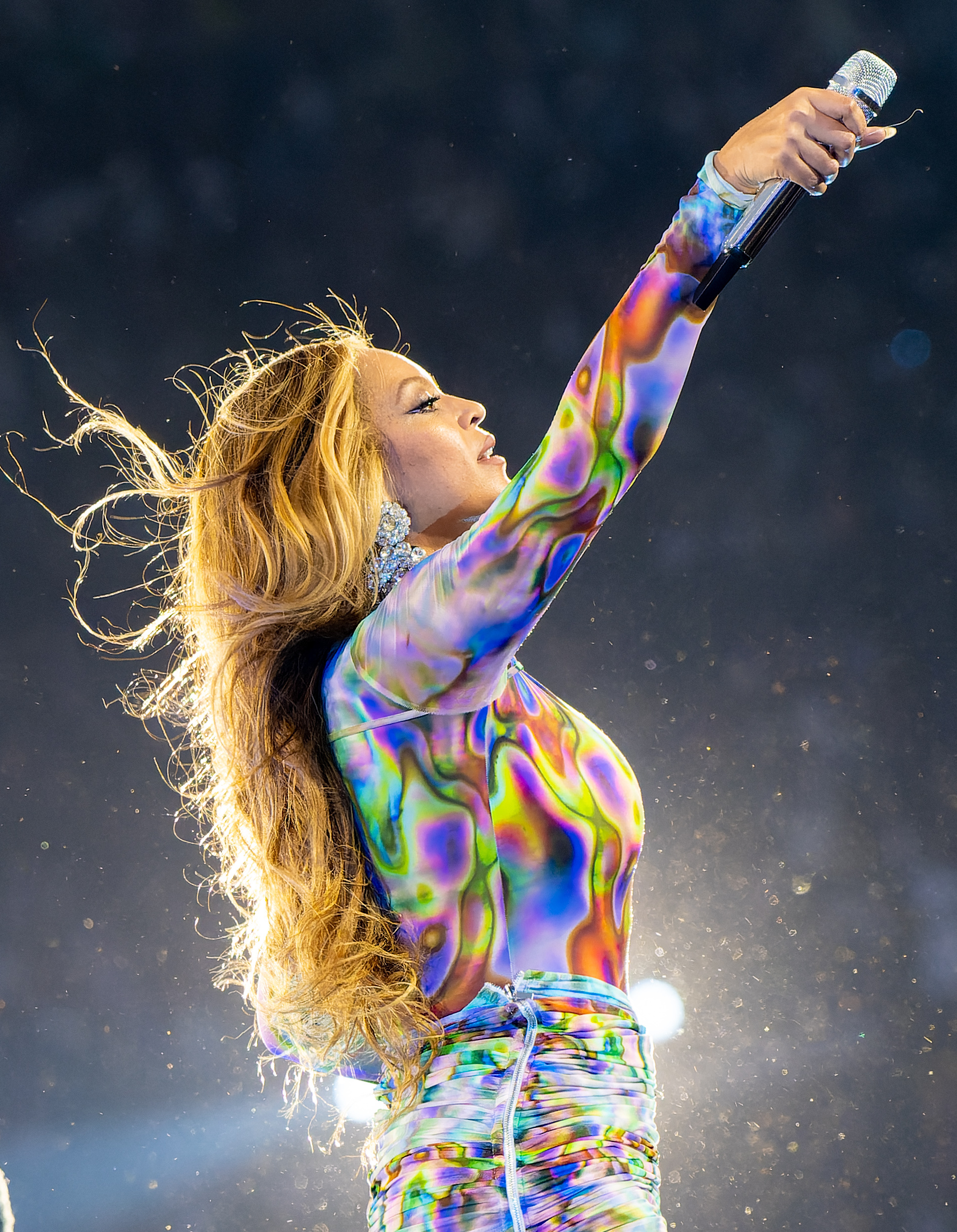
Beyoncé nel corso del Renaissance World Tour a Londra nel giugno 2023

### Singoli
Il 20 giugno 2022, Beyoncé ha annunciato che il singolo principale dell'album, Break My Soul, sarebbe stato pubblicato a mezzanotte del 21 giugno 2022. La canzone ha raggiunto la vetta della Billboard Hot 100, diventando la dodicesima canzone a ottenere tale risultato della sua carriera.
Sebbene inizialmente fosse prevista la pubblicazione di Church Girl come secondo singolo, il 4 ottobre 2022 Cuff It ha raggiunto le stazioni radiofoniche ritmiche e urbane contemporanee degli Stati Uniti. Il brano ha raggiunto la posizione numero 6 della Billboard Hot 100, 21° brano della sua carriera solista a raggiungere questo traguardo e il 31º in assoluto; oltre a ciò è divenuto il brano con il maggior numero di settimane presenti in classifica della sua carriera, superando le 33 detenute dalla collaborazione Telephone con Lady Gaga.
La versione remix di America Has a Problem con Kendrick Lamar è stato pubblicato sulle piattaforme digitali e di streaming il 19 maggio 2023, come terzo singolo. Il remix ha debuttato alla posizione 38 della Billboard Hot 100 statunitense.

### Tour

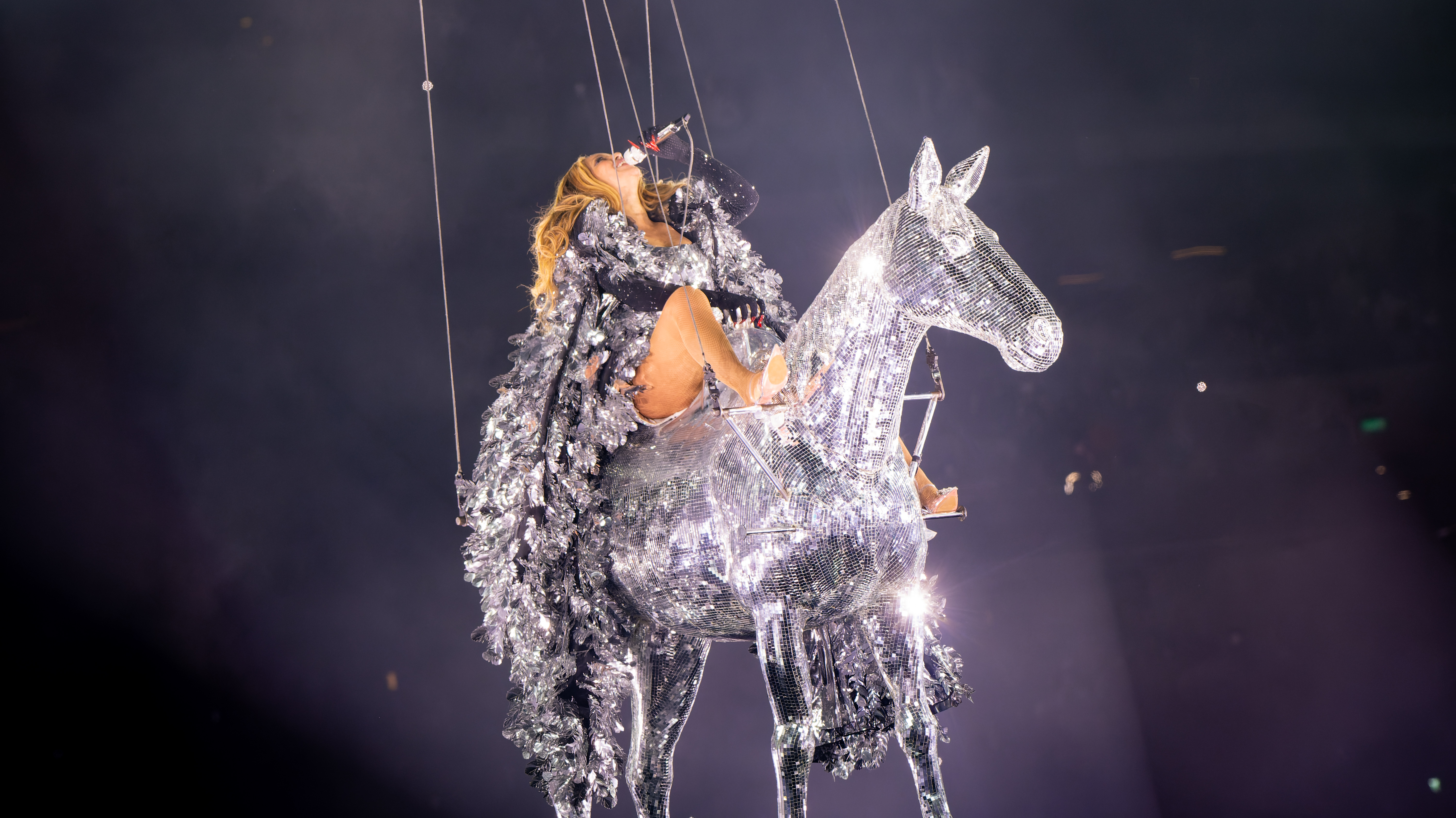
Beyoncé sul cavallo argentato, usato nel segmento di chiusura del concerto

Il 1º febbraio 2023, Beyoncé ha annunciato il Renaissance World Tour tramite il suo account Instagram. Il tour è iniziato il 10 maggio 2023 alla Friends Arena di Stoccolma. Si tratta del suo secondo tour da solista negli stadi, dopo il The Formation World Tour del 2016. Es Devlin Studio e Stufish Entertainment Architects si sono occupati della progettazione del palco insieme a Beyoncé e al suo team creativo della Parkwood Entertainment, richiedendo un tempo di preparazione di richiesto circa 18 mesi. Il tour ha ricevuto ampi consensi dal pubblico, e da parte della critica, la quale ha elogiato la produzione, i costumi, le scenografie e l'esibizione della cantante, venendo ritenuto tra i migliori tour del ventunesimo secolo e dell'industria musicale contemporanea. Il tour è divenuto il settimo tour con il maggior incasso nella storia nonché il tour con il maggior incasso per un'artista donna, secondo gli archivi Boxscore di Billboard con 580 milioni di dollari.

### Film
Il 2 ottobre 2023 Beyoncé ha annunciato l'uscita di un film documentario tratto dal Renaissance World Tour attraverso un primo trailer del film. Il film, intitolato Renaissance: a film by Beyoncé, è stato distribuito nelle sale cinematografiche il 1º dicembre 2023 e ripercorre le tappe del Renaissance World Tour oltre che le fasi di produzione e registrazione di Renaissance. Al box office il film ha aperto al primo posto negli Stati Uniti, per un totale mondiale di 27,3 milioni di dollari.

## Accoglienza
| Recensione           | Giudizio |
| -------------------- | -------- |
| AllMusic             |          |
| Clash                | 9/10     |
| Entertainment Weekly | A        |
| Exclaim!             | 10/10    |
| musicOMH             |          |
| NME                  |          |
| Pitchfork            | 9/10     |
| Rolling Stone        |          |
| Slant Magazine       |          |
| The Daily Telegraph  |          |
| The Guardian         |          |
| The Independent      |          |
| The Line of Best Fit | 9/10     |

Renaissance ha ottenuto recensioni prevalentemente positive da parte della critica specializzata. Su Metacritic, sito che assegna un punteggio normalizzato su 100 in base a critiche selezionate, l'album ha ottenuto un punteggio medio di 91 basato su ventisei recensioni.
Definendo Renaissance un «lavoro assolutamente sbalorditivo», Kyle Denis di Billboard ha suggerito che l'album è il progetto più innovativo di Beyoncé, con la sua «stupefacente» combinazione di generi, suoni sperimentali e «performance vocali ricche di sfumature». Anche Tara Joshi del Guardian ne ha lodato il contenuto giocoso dei testi e il suono coeso, pur attingendo da generi diversi, affermando che Renaissance non è il miglior album di Beyoncé, ma «soddisfa comunque i suoi obiettivi liberatori». Marcus Shorter di Consequence ha scritto che Renaissance non è un album perfetto, ma ci va «dannatamente vicino» con le sue canzoni «contagiose e non prepotenti, eleganti ma non superficiali».
Wesley Morris del New York Times ha lodato la performance vocale che «suona come se stesse sperimentando qualcosa di personalmente innovativo e privatamente glorioso: un'estasi senza limiti» affermando che «Beyoncé trova la fuga, la rinascita, la comunità, il piacere e il controllo in decenni di musica dance intrisa di spavalderia black queer». Mikael Wood del Los Angeles Times ha definito l'album «il disco più intelligente dell'anno [e] anche il più profondo», lodandone i ritmi, le armonie e la voce.
Recensendo l'album per Pitchfork, Julianne Escobedo Shepherd si sofferma sul fatto che «Renaissance reinventa nuovamente Beyoncé e confida che i suoi fan siano all'altezza della sfida. Ha 40 anni, l'età in cui la società in generale tende a considerare le donne come creatrici che hanno ancora qualcosa da offrire, ma lei si rifiuta di sottostare a queste stronzate, rendendosi impossibile da ignorare». Shepherd riscontra che si può notare un «apprezzamento di Beyoncé per il vasto patrimonio di musica e cultura nera nella storia del pop» mantenendo «il disprezzo per le nozioni predefinite di commerciabilità e per i ritorni delle etichette».
Riconoscimenti di fine anno
- 1º — Entertainment Weekly[76]
- 1º — Los Angeles Times[77]
- 1º — New York Times (Jon Pareles)[78]
- 1º — NPR[79]
- 1º — Pitchfork[80]
- 1º — PopMatters[81]
- 1º — Rolling Stone[82]
- 1º — The Atlantic[83]
- 1º — The A.V. Club[84]
- 1º — The Guardian[85]
- 1º — Vulture[86]
- 1º — Wired[87]
- 2º — Billboard[88]
- 2º — Exclaim![89]
- 2º — Slant Magazine[90]
- 3º — Consequence[91]
- 3º — NME[92]
- 3º — Time[93]
- 4º — Complex[93]
- 4º — USA Today[94]
- 6º — Variety (Chris Willman)[95]
- 8º — Paste[96]

## Controversie

### Mancato accreditamento
Il 28 luglio 2022, giorno precedente alla pubblicazione dell'album, la cantante statunitense Kelis, attraverso il proprio account Instagram, ha espresso il suo disappunto per non essere stata coinvolta nella realizzazione del brano Energy, il quale contiene delle interpolazioni tratte dal suo singolo Milkshake del 2003, scritto da Pharrell Williams e Chad Hugo.
(Kelis)
Come sottolineato dalla giornalista Erica Gonzales di Elle, Kelis avrebbe una questione aperta con il duo di produttori formato da Williams e Hugo, in arte The Neptunes, con cui ha pubblicato i primi due album agli inizi degli anni duemila. Nel 2020, nel corso di un'intervista al Guardian, la cantante ha dichiarato che «i Neptunes, il loro management, i loro avvocati e tutto il resto l'hanno ingannata e ingannata» e che, di conseguenza, non ha guadagnato nulla dai suoi primi due album. Il 3 agosto 2022 l'interpolazione presente in Energy è stata rimossa nelle piattaforme Apple Music e Tidal.

### Scelta delle parole
La canzone Heated è stata oggetto di critiche online per l'uso della parola "spaz" (spastico). I sostenitori dei diritti dei disabili hanno considerato l'uso del termine, che nell'inglese comune afro-americano ha anche il significato di "impazzire" o "combattere", come un insulto offensivo chiedendo a Beyoncé di cambiare il testo, come avvenuto nel mese precedente alla cantante Lizzo per la sua canzone Grrrls, presente nell'album Special. Lo stesso giorno Beyoncé ha confermato che la parola sarebbe stata rimossa dalla canzone e modificata con "blast".

## Riconoscimenti
Grammy Awards
- 2023 – Miglior album dance/elettronico
- 2023 – Candidatura all'album dell'anno

American Music Award
- 2022 – Miglior album soul/R&B
- 2022 – Candidatura al miglior album pop/rock

BET Awards
- 2023 – Album dell'anno

Billboard Music Award
- 2023 – Miglior album Dance/Electronic
- 2023 – Candidatura al miglior album R&B

Danish Music Awards
- 2022 – Candidatura al miglior album internazionale

iHeartRadio Music Awards
- 2023 – Album R&B dell'anno

NAACP Image Awards
- 2023 – Miglior album

Soul Train Music Awards
- 2022 – Album dell'anno

## Tracce
1. I'm That Girl – 3:28 (Beyoncé, The-Dream, Kelman Duran, Mike Dean, Tommy Wright III, Princess Loko, Mac-T Dog)
2. Cozy – 3:30 (Beyoncé, Nija, Mike Dean, Dave Giles II, The-Dream, Green Velvet, Luke Solomon, Honey Dijon, Chris Penny)
3. Alien Superstar – 3:35 (Beyoncé, Honey Dijon, Christopher Lawrence Penny, Luke Francis, Matthew Solomon, Mike Dean, Blu June, Brittany Coney, Jay-Z, Lucky Daye, David Hamelin, Labrinth, 070 Shake, Rami, Leven Kali, Honey Dijon, Chris Penny)
4. Cuff It – 3:45 (Nile Rodgers, Blu June, Beyoncé, Raphael Saadiq, Brittany Coney, The-Dream, Morten “Rissi” Ristorp, Allen McGrier, Teena Marie, Nova Wav)
5. Energy (feat. Beam) – 1:56 (Beyoncé, Beam, Chad Hugo, Pharrell Williams, Skrillex, Al Cres, Jordan Douglas, Tizita Makuria, Blu June, Brittany Coney, The-Dream, Teena Marie, Allen McGrier)
6. Break My Soul – 4:38 (Tricky Stewart, Big Freedia, BlaqNmilD, Fred McFarlane, Allen George, Jay-Z, The-Dream, Beyoncé)
7. Church Girl – 3:44 (Beyoncé, The-Dream, No I.D., Twinkie Clark, DJ Jimi, Derrick Robert Ordogne, James Brown, Orville "Bugs Can Can" Hall, Phil "Triggaman" Price, Ralph MacDonald, William Salter)
8. Plastic off the Sofa – 4:14 (Nick Green, Syd, Sabrina Claudio, Beyoncé)
9. Virgo's Groove – 6:08 (Beyoncé, Leven Kali, Daniel Memmi, Dustin "Dab" Bowie, DIXSON, Jozzy, Corporal, Blu June, Brittany Coney)
10. Move (feat. Grace Jones & Tems) – 3:23 (Beyoncé, P2J, Ari PenSmith, Blu June, Brittany Coney, Ronald Banful, Tems, Grace Jones, Guilty Beatz)
11. Heated – 4:20 (Beyoncé, Sevn Thomas, Neenyo, Jahaan Sweet, Boi-1da, Calev, Drake)
12. Thique – 4:04 (Cherdericka Nichols, Bah, LilJuMadeDaBeat, Ink, Hit-Boy, The-Dream, Beyoncé)
13. All Up in Your Mind – 2:49 (Beyoncé, BAH, Cherdericka Nichols, Mike Dean, BloodPop, A. G. Cook, S1)
14. America Has a Problem – 3:18 (Beyoncé, The-Dream, Mike Dean, Jay-Z, Kilo Ali)
15. Pure/Honey – 4:48 (Andrew Richard, Michael D. Cox, Vejai Marcel Alston, Jerel Black, Moi Renee, Brittany Coney, The-Dream, Blu June, Michael Pollack, Darius Dixson, Raphael Saadiq, BloodPop, Beyoncé, Kevin Jz Prodigy, Kevin Aviance)
16. Summer Renaissance – 4:34 (Beyoncé, Leven Kali, Blu June, Mike Dean, Brittany Coney, The-Dream, Levar Coppin, Ink, Sal Dali, Ricky Lawson, Donna Summer, Giorgio Moroder, Pete Bellotte)

## Successo commerciale
Nelle prime ventiquattro ore di disponibilità Renaissance ha registrato oltre 43 milioni di riproduzioni in streaming su Spotify, guadagnando il record di album femminile più ascoltato in una singola giornata nel 2022, sino alla pubblicazione di  Midnights di Taylor Swift nell'ottobre successivo.
Negli Stati Uniti Renaissance ha generato oltre 275 000 unità equivalenti nei primi quattro giorni di commercializzazione, di cui 175 000 sono vendite pure ricavate in parte da 25 000 vinili. Nella Billboard 200 ha debuttato al vertice con un totale di 332 000 unità equivalenti raggiunte durante la sua prima settimana completa, segnando il debutto più grande per un album di un'artista donna e il secondo in generale dopo quello di Harry's House di Harry Styles: di queste 138 000 sono stream-equivalent units derivate da 179,06 milioni di stream, segnando la più grande settimana per un album femminile per quanto concerne lo streaming; 190 000 sono copie pure di cui 136 000 sono state ricavate dalle vendite effettuate tramite il sito web dell'artista, suddivise in 121 000 CD, 43 000 download digitali e 26 000 LP, segnando anche in questo caso la più grande settimana per un disco femminile; infine 4 000 sono track-equivalent units generate dalle vendite delle singole tracce dell'album. In questo modo è divenuto il settimo album numero uno per Beyoncé, che così facendo è diventata la prima artista in assoluto ad debuttare in prima posizione con i suoi primi sette lavori in studio, nonché il primo femminile da 30 di Adele che rimase in cima dal dicembre 2021 al gennaio 2022. Inoltre, mentre il singolo apripista Break My Soul si è posizionato al vertice della Billboard Hot 100, le restanti quindici tracce hanno debuttato all'interno della classifica, conferendo all'artista un totale di 81 entrate nella Hot 100 che è così divenuta la terza donna con più piazzamenti nella hit parade dopo Taylor Swift e Nicki Minaj.
Nel Regno Unito il disco ha debuttato al vertice della Official Albums Chart, divenendo il quarto album della cantante ad arrivo primo nel paese. Durante la sua prima settimana ha totalizzato 31 064 unità di vendita, costituite da 5 122 CD, 2 772 vinili e 3 356 download digitali, mentre le restanti 19 814 sono convertite dalle riproduzioni in streaming, superando in questo modo tutti gli altri album presenti in top five in termini di unità accumulate. Inoltre due tracce, Cuff It ed Alien Superstar, hanno fatto il loro ingresso presso la classifica dei singoli, rispettivamente al 14º posto con 20 011 unità e al 16º con 18 467 unità.
In Francia il disco ha debuttato al primo posto della Top Albums grazie a 10 700 unità totalizzate durante la sua prima settimana, divenendo il primo album numero uno dell'artista nel paese. In Italia Renaissance ha esordito al 2º posto della classifica FIMI Album, bloccato alla vetta da Sirio di Lazza, segnando il secondo debutto più alto per un album femminile nel paese durante il 2022, nonché il piazzamento più alto per un album dell'artista, superando 4 che arrivò non oltre il 2º posto.
In Australia l'album ha esordito alla prima posizione della classifica degli album, divenendo il terzo album consecutivo dell'artista ad ottenere tale risultato. Inoltre sette brani hanno debuttato nella top fifty dei singoli: Cuff It al 24º posto, Summer Renaissance al 33º, I'm That Girl al 38º, Energy al 42º, Cozy al 46º e Church Girl al 50º.

## Classifiche

### Classifiche settimanali
| Classifica (2022) | Posizione massima |
| ----------------- | ----------------- |
| Australia         | 1                 |
| Austria           | 2                 |
| Belgio (Fiandre)  | 1                 |
| Belgio (Vallonia) | 1                 |
| Canada            | 1                 |
| Croazia           | 3                 |
| Danimarca         | 1                 |
| Finlandia         | 3                 |
| Francia           | 1                 |
| Germania          | 2                 |
| Grecia            | 3                 |
| Irlanda           | 1                 |
| Islanda           | 2                 |
| Italia            | 2                 |
| Lituania          | 2                 |
| Norvegia          | 3                 |
| Nuova Zelanda     | 1                 |
| Paesi Bassi       | 1                 |
| Polonia           | 3                 |
| Portogallo        | 2                 |
| Regno Unito       | 1                 |
| Repubblica Ceca   | 4                 |
| Slovacchia        | 4                 |
| Spagna            | 3                 |
| Stati Uniti       | 1                 |
| Svezia            | 1                 |
| Svizzera          | 3                 |
| Ungheria          | 13                |

### Classifiche di fine anno
| Classifica (2022) | Posizione |
| ----------------- | --------- |
| Australia         | 56        |
| Belgio (Fiandre)  | 25        |
| Belgio (Vallonia) | 72        |
| Danimarca         | 71        |
| Francia           | 79        |
| Islanda           | 95        |
| Lituania          | 44        |
| Nuova Zelanda     | 43        |
| Paesi Bassi       | 21        |
| Regno Unito       | 25        |
| Spagna            | 63        |
| Stati Uniti       | 21        |
| Svizzera          | 35        |
| Classifica (2023) | Posizione |
| Islanda           | 55        |
| Spagna            | 58        |
| Classifica (2024) | Posizione |
| Portogallo        | 116       |